# Brachyclytus
Brachyclytus is een kevergeslacht uit de familie van de boktorren (Cerambycidae). De wetenschappelijke naam van het geslacht werd voor het eerst geldig gepubliceerd in 1879 door Kraatz.

## Soorten
Brachyclytus is monotypisch en omvat slechts de volgende soort:
- Brachyclytus singularis Kraatz, 1879